# ساویج (مریلند)
ساویج (به انگلیسی: Savage) یک منطقهٔ مسکونی در ایالات متحده آمریکا است که در مریلند واقع شده‌است. ساویج ۷٫۱۰ کیلومتر مربع مساحت و ۷٬۰۵۴ نفر جمعیت دارد و ۶۰٫۹۶ متر بالاتر از سطح دریا واقع شده‌است.